# Engelbert Szolc
Engelbert Szolc, poljski rokometaš, * 26. april 1943, Ruda Śląska.
Leta 1972 je na poletnih olimpijskih igrah v Münchnu v sestavi poljske rokometne reprezentance osvojil deseto mesto.